# Xã Grant, Quận St. Clair, Michigan
Xã Grant (tiếng Anh: Grant Township) là một xã thuộc quận St. Clair, tiểu bang Michigan, Hoa Kỳ. Năm 2010, dân số của xã này là 1.891 người.